# Spirit Pond-runestenene
Spirit Pond-runestenene er 3 runesten fra Maine, USA, hvor de blev fundet i 1971 - men de er meget sandsynligt forfalskninger.

Den ene sten bærer et skitseret kort over området. Den anden har nogle runer på den ene side – og den sidste har 10 linjer runer.